# Elliptic Curve Digital Signature Algorithm
ECDSA (Elliptic Curve Digital Signature Algorithm) - алгоритм з відкритим ключем для створення цифрового підпису, аналогічний за своєю будовою DSA, але визначений, на відміну від нього, не над кільцем цілих чисел, а в групі точок еліптичної кривої.

## Особливості
Стійкість алгоритму шифрування ґрунтується на задачі дискретного логарифма в групі точок еліптичної кривої. На відміну від задачі простого дискретного логарифма і задачі факторизації цілого числа, не існує субекспоненціального алгоритму для задачі дискретного логарифма в групі точок еліптичної кривої. З цієї причини «сила на один біт ключа» істотно вище в алгоритмі, який використовує еліптичні криві.
Д. Брауном (Daniel R. L. Brown) було доведено, що алгоритм ECDSA не є більш безпечним, ніж DSA. Ним було сформульовано обмеження безпеки для ECDSA, яке призвело до наступного висновку:
«Якщо група еліптичної кривої може бути змодельована основною групою і її хеш-функція задовільняє певні обґрунтовані припущення, то ECDSA стійка до атаки на основі підібраного відкритого тексту з існуючої фальсифікацією.»
Алгоритм ECDSA в 1999 р був прийнятий як стандарт ANSI, в 2000 р - як стандарт IEEE і NIST. Також в 1998 р алгоритм був прийнятий стандартом ISO. Незважаючи на те, що стандарти ЕЦП створені зовсім недавно і знаходяться на етапі вдосконалення, одним з найбільш перспективних з них на сьогоднішній день є ANSI X9.62 ECDSA від 1999 - DSA для еліптичних кривих.

## Вибір параметрів
Для підписування повідомлень необхідна пара ключів - відкритий і закритий. При цьому закритий ключ повинен бути відомий тільки тому, хто підписує повідомлення, а відкритий - будь-кому хто бажає перевірити справжність повідомлення. Також загальнодоступними є параметри самого алгоритму.

### Параметри алгоритму
1. Вибір хеш-функції {\displaystyle H(x)}. Для використання алгоритму необхідно, щоб повідомлення, яке підписується, було числом. Хеш-функція повинна перетворити будь-яке повідомлення в послідовність бітів, які можна потім перетворити в число.
2. Вибір великого простого числа {\displaystyle q} - порядок однієї з циклічних підгруп групи точок еліптичної кривої.                                                                                                               Зауваження: Якщо розмірність цього числа в бітах менше розмірності в бітах значень хеш-функції {\displaystyle H(x)} то використовуються тільки ліві біти значення хеш-функції.
3. Простим числом {\displaystyle p} позначається характеристика поля координат {\displaystyle F_{p}}.

### Генерування ключів ECDSA
Для простоти будемо розглядати еліптичні криві над полем {\displaystyle F_{p}}, де {\displaystyle F_{p}} - кінцеве просте поле. Причому, якщо необхідно, конструкцію можна легко адаптувати для еліптичних кривих над іншим полем.
Нехай {\displaystyle E} - еліптична крива, визначена над{\displaystyle F_{p}}, і {\displaystyle P} - точка простого порядку {\displaystyle q} кривої {\displaystyle E}({\displaystyle F_{p}}). Крива {\displaystyle E} і точка {\displaystyle P} є системними параметрами. Число {\displaystyle p} - просте. Кожен користувач - умовно назвемо його Аліса - конструює свій ключ за допомогою наступних дій:
1. Вибирає випадкове або псевдовипадкове ціле число {\displaystyle x} з інтервалу {\displaystyle [1,q-1]}.
2. Обчислює (кратне) {\displaystyle Q=xP}.

Відкритим ключем користувача Аліси {\displaystyle A} є точка {\displaystyle Q}, а закритим - {\displaystyle x}.
Замість використання {\displaystyle E} і {\displaystyle P} в якості глобальних системних параметрів, можна фіксувати тільки поле {\displaystyle F_{p}} для всіх користувачів і дозволити кожному користувачеві вибирати свою власну еліптичну криву {\displaystyle E} і точку {\displaystyle P} {\displaystyle \in }{\displaystyle E(F_{p})}. В цьому випадку певне рівняння кривої {\displaystyle E}, координати точки {\displaystyle P}, а також порядок {\displaystyle q} цієї точки {\displaystyle P} повинні бути включені у відкритий ключ користувача. Якщо поле {\displaystyle F_{p}} фіксоване, то апаратна і програмна складові можуть бути побудовані так, щоб оптимізувати обчислення в тому полі. У той же час є величезна кількість варіантів вибору еліптичної кривої над полем {\displaystyle F_{p}}.

## Переваги ECDSA перед DSA
ECDSA є дуже привабливим алгоритмом для реалізації цифрового підпису. Найважливішою перевагою ECDSA є можливість його роботи на значно менших полях {\displaystyle F_{p}}. Як, загалом, з криптографією еліптичної кривої, передбачається, що бітовий розмір відкритого ключа, який буде необхідний для ECDSA, дорівнює подвійному розміру секретного ключа в бітах. Для порівняння, при рівні безпеки в 80 біт (тобто атакуючому необхідно приблизно {\displaystyle 2^{80}} версій підписів для знаходження секретного ключа), розмір відкритого ключа DSA дорівнює, принаймні, 1024 біт, тоді як відкритого ключа ECDSA - 160 біт. З іншого боку розмір підпису однаковий і для DSA, і для ECDSA: {\displaystyle 4t} біт, де {\displaystyle t} — рівень безпеки, який вимірюється в бітах, тобто - приблизно 320 біт для рівня безпеки в 80 біт.

## Практична реалізація
На сьогоднішній день реалізація електронних цифрових підписів здійснюються програмним чином. Для створення подібних продуктів використовують спеціальні програмні пакети, що дозволяють створювати криптографічні додатки з використанням різних зовнішніх пристроїв безпеки.